# Turkmenistan na Plażowych Igrzyskach Azjatyckich 2012
Turkmenistan na III Plażowych Igrzyskach Azjatyckich w 2012 roku reprezentowało dwudziestu trzech zawodników - ośmiu mężczyzn i piętnaście kobiet. Wystartowali w trzech dyscyplinach. Największy sukces odniosła męska drużyna koszykarska, zdobywając srebrny medal. Był to drugi start reprezentacji Pakistanu na plażowych igrzyskach azjatyckich.

## Koszykówka
Turkmenistan w turniejach koszykarskich wystawił zarówno męską, jak i żeńską reprezentację. Mężczyźni zdobyli w swoim turnieju srebrny medal, przegrywając w finale z reprezentacją Afganistanu. Reprezentacja żeńska zajęła szóste miejsce.
Kobiety:
- Bahar Mahtumova
- Ayna Gokova
- Nigyara Nagiyeva
- Yelena Durdiyeva

| Konkurencja    | Faza eliminacyjna | Faza eliminacyjna | Faza eliminacyjna | Mecz o 5. miejsce | Półfinały | Mecz o brąz | Finał | Klas. końcowa |
| Konkurencja    | Mecz I            | Mecz II           | Mecz III          | Mecz o 5. miejsce | Półfinały | Mecz o brąz | Finał | Klas. końcowa |
| -------------- | ----------------- | ----------------- | ----------------- | ----------------- | --------- | ----------- | ----- | ------------- |
| Turniej kobiet | Malediwy W 13:8   | Mongolia P 6:13   | Chiny P 6:18      | Tajlandia P 6:12  | NQ        | NQ          | NQ    | 6.            |

Mężczyźni:
- Toýly Baýryýew
- Aleksandr Paşkow
- Igor Mazurow
- Pawel Awerýanow

| Konkurencja      | Faza eliminacyjna | Faza eliminacyjna | Faza eliminacyjna | Faza zasadnicza | Faza zasadnicza | Mecz o 5. miejsce | Mecz o brąz | Finał             | Klas. końcowa |
| Konkurencja      | Mecz I            | Mecz II           | Mecz III          | Mecz I          | Mecz II         | Mecz o 5. miejsce | Mecz o brąz | Finał             | Klas. końcowa |
| ---------------- | ----------------- | ----------------- | ----------------- | --------------- | --------------- | ----------------- | ----------- | ----------------- | ------------- |
| Turniej mężczyzn | Afganistan P 8:17 | Nepal W 18:13     | Palestyna W 19:11 | Mongolia P 8:10 | Indie W 20:12   | —                 | —           | Afganistan P 9:16 |               |

## Piłka ręczna plażowa
Turkmenistan wystawił swoją żeńską reprezentację w turnieju plażowej piłki ręcznej. Rywalizując w fazie pierwszej w grupie A drużyna zwyciężyła dwa z czterech meczów i zajęła trzecie miejsce w grupie, co dało jej szanse w walce o miejsca 5-8. Drużyna ostatecznie uplasowała się na szóstym miejscu.
Zawodniczki:
- Albina Geldiyeva
- Darya Jandarowa
- Jennet Hanova
- Zarina Chariyeva
- Nargiza Dovletova
- Jennet Dovranova
- Ogulbahar Halilova
- Oguldurdy Annaozarova
- Jennet Rahimova

| Konkurencja    | Faza pierwsza                | Faza pierwsza              | Faza pierwsza                      | Faza pierwsza              | Faza pierwsza | Mecz o miejsca 9-10 | Mecze o miejsca 5-8          | Mecze o miejsca 5-8              | Mecze o miejsca 5-8 | Półfinał | Finał / Mecz o brąz |
| Konkurencja    | Mecz I                       | Mecz II                    | Mecz III                           | Mecz IV                    | Miejsce       | Mecz o miejsca 9-10 | Mecz I                       | Mecz II                          | Miejsce             | Półfinał | Finał / Mecz o brąz |
| -------------- | ---------------------------- | -------------------------- | ---------------------------------- | -------------------------- | ------------- | ------------------- | ---------------------------- | -------------------------------- | ------------------- | -------- | ------------------- |
| Turniej kobiet | Wietnam P 0-2 (10-13, 13-16) | Japonia W 2-0 (17-16, 7-6) | Chińskie Tajpej P 0-2 (9-11, 6-20) | Indie W 2-0 (13-12, 13-10) | 3.            | —                   | Hongkong W 2-0 (17-10, 10-8) | Japonia P 1-2 (11-9, 10-12, 6-8) | 6.                  | NQ       | NQ                  |

## Siatkówka plażowa
Turkmenistan w turniejach siatkówki plażowej reprezentowały trzy pary - dwie męskie i jedna żeńska. W turnieju męskim para Timur Akmuradov / Mamed Batyrov rywalizowała w grupie G, a para Nurgeldi Hojoev / Rejepmyrat Kichiev w grupie P. Żadna z par nie przeszła etapu eliminacji. Para żeńska Kristina Popova / Natalya Sklennaya rywalizowała w grupie Z i zakończyła rywalizację z podobnym rezultatem do pary męskie.
| Konkurencja      | Zawodnicy                          | Faza eliminacyjna                           | Faza eliminacyjna                           | Faza eliminacyjna                    | 1/16 finału | Ćwierćfinał | Półfinał | Finał |
| Konkurencja      | Zawodnicy                          | Mecz I                                      | Mecz II                                     | Mecz III                             | 1/16 finału | Ćwierćfinał | Półfinał | Finał |
| ---------------- | ---------------------------------- | ------------------------------------------- | ------------------------------------------- | ------------------------------------ | ----------- | ----------- | -------- | ----- |
| Turniej mężczyzn | Timur Akmuradov Mamed Batyrov      | Kumara / Yapa P 0-2 (9-21, 12-21)           | Santoso / Fahriansyah P 0-2 (12-21, 9-21)   | —                                    | NQ          | NQ          | NQ       | NQ    |
| Turniej mężczyzn | Nurgeldi Hojoev Rejepmyrat Kichiev | Nguyễn / Nguyễn P 0-2 (14-21, 18-21)        | Khallouf / Abdelrasoul P 0-2 (14-21, 16-21) | Ibragimov / Madzhidov W (odwołany)   | NQ          | NQ          | NQ       | NQ    |
| Turniej kobiet   | Kristina Popova Natalya Sklennaya  | Gunasinghe / Gunawardena P 0-2 (6-21, 6-21) | Kou / Chang P 0-2 (6-21, 7-21)              | Miyagawa / Nagata P 0-2 (5-21, 7-21) | NQ          | NQ          | NQ       | NQ    |